# ALICE IN WONDEЯLAND
『ALICE IN WONDEЯLAND』（アリス・イン・ワンダーランド）は、2005年7月27日に発売した日本のヴィジュアル系バンド、アリス九號.の2作目のアルバム。

## 概要
- 2005年7月27日に限定10000枚完売。のち2005年11月23日、2010年3月1日に再発。

## 収録曲
1. Siva&Diva
  - 作詞：将 作曲：アリス九號

Nao原曲[1]。
2. 春夏秋冬
  - 作詞：将 作曲：アリス九號

虎原曲。
3. 葬園-名も無き君へ-
  - 作詞：将 作曲：アリス九號

沙我原曲。
4. ハイカラなる輪舞曲
  - 作詞：将 作曲：アリス九號

沙我原曲。
アレンジされ、シングル「Heart of Gold」通常盤にanother versionと題されて収録される予定。
5. 平成十七年七月七日
  - 作詞：将 作曲：アリス九號

ヒロト原曲。